# Фирстклиф (Њујорк)
Фирстклиф (енгл. Firthcliffe) насељено је место без административног статуса у америчкој савезној држави Њујорк.

## Демографија
По попису из 2010. године број становника је 4.949, што је 21 (-0,4%) становника мање него 2000. године.
| Група             | 2000.         | 2010.         |
| Белци             | 4.469 (89,9%) | 4.205 (85,0%) |
| Афроамериканци    | 59 (1,2%)     | 127 (2,6%)    |
| Азијати           | 55 (1,1%)     | 49 (1,0%)     |
| Хиспаноамериканци | 314 (6,3%)    | 477 (9,6%)    |
| Укупно            | 4.970         | 4.949         |